# Anselmo Santiago
José Anselmo de Figueiredo Santiago ComMM (Belém, 27 de novembro de 1928) é um magistrado brasileiro, ministro aposentado do Superior Tribunal de Justiça (STJ), cargo que ocupou de 1993 a 1998.

## Carreira
Formado em direito pela Universidade Federal do Pará (UFPA) em 1959, Anselmo Santiago foi juiz de direito do Estado do Pará de 1962 a 1966, tendo exercido a função de juiz eleitoral em 1962 e entre 1965 e 1966.
Tornou-se juiz federal em 1967, sendo promovido para o Tribunal Regional Federal da 1ª Região em 1989. Foi membro do Conselho da Justiça Federal em 1992.
Em 1993, foi nomeado ministro do Superior Tribunal de Justiça pelo presidente Itamar Franco, em vaga destinada a membro de Tribunal Regional Federal. Aposentou-se em 1998, ao atingir a idade limite do serviço público.
O ministro Santiago era considerado pelos advogados como um juiz "linha dura" em causas penais, tendo sido relator do inquérito instaurado para apurar o envolvimento do governador de Pernambuco, Miguel Arraes, no chamado "escândalo dos precatórios", e ordenado a colheita de depoimentos de investigados como o então deputado federal Eduardo Campos.
Admitido à Ordem do Mérito Militar em 1990 pelo presidente Fernando Collor no grau de Cavaleiro especial, Santiago foi promovido em 1992 pelo mesmo ao grau de Oficial, e em 1998 por Fernando Henrique Cardoso ao grau de Comendador.